# Ф'юнатово
Ф'юнатово (рос. Фьюнатово) — присілок у Гатчинському районі Ленінградської області Російської Федерації.
Населення становить 28 осіб. Належить до муніципального утворення Сяськелевське сільське поселення.

## Географія
Населений пункт розташований на південній околиці міста Санкт-Петербурга.

## Історія
Згідно із законом від 16 грудня 2004 року № 113—оз належить до муніципального утворення Сяськелевське сільське поселення.

## Населення
1. Н/Д[2]

1. Н/Д[3]